# خنده

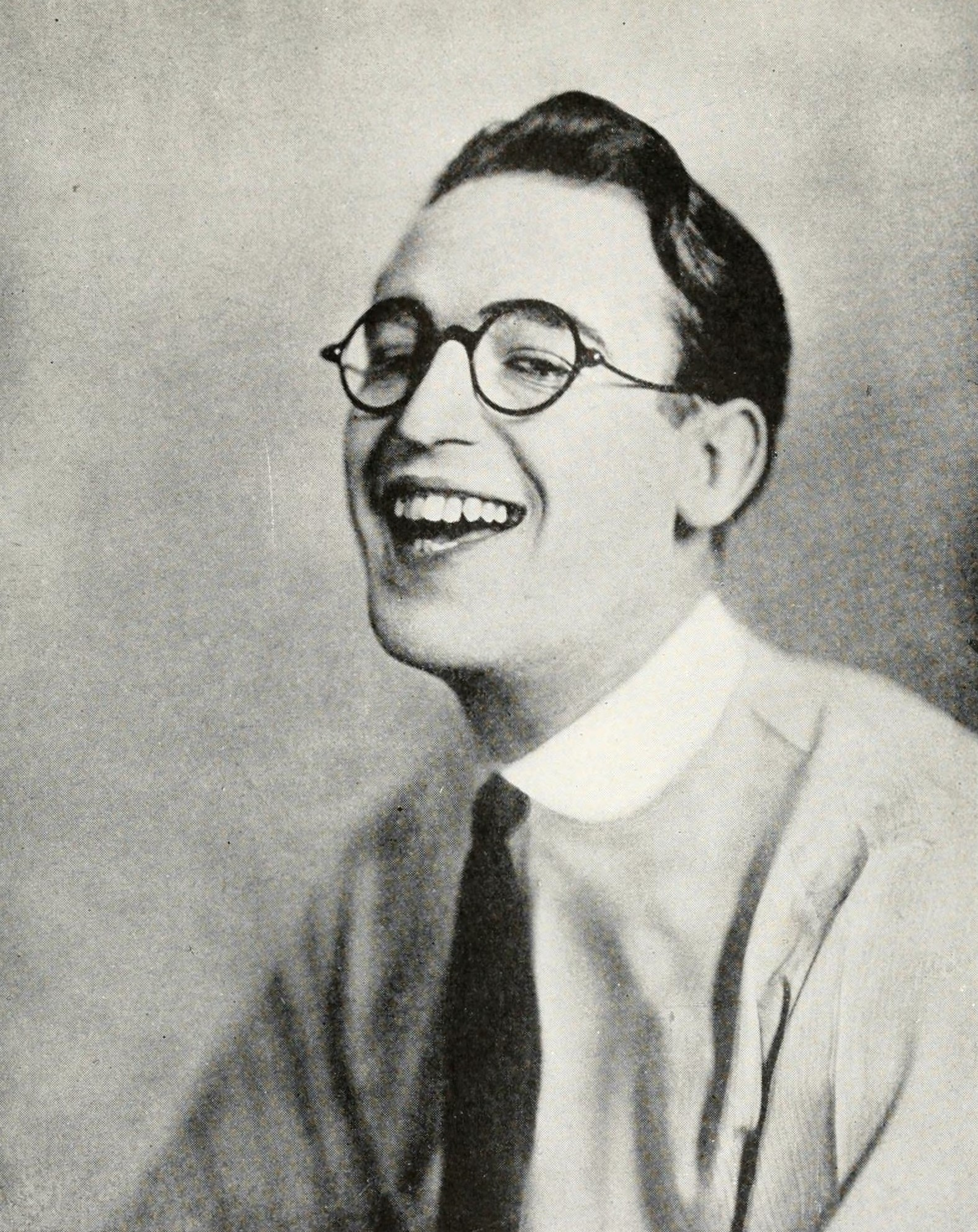
هارولد لوید در حال خندیدن

خنده، واکنش صدادار به احساس خوشحالی، قلقلک یا در مواقع ناراحتی است که به آن خنده تلخ می‌گویند. عوامل متعددی نظیر شنیدن یک لطیفه یا مورد قلقلک قرار گرفتن می‌تواند باعث پیدایش خنده شود. خنده در رفتار انسان و بعضی از حیوانات دیده می‌شود. خنده جزئی از رفتار انسانی است که به وسیله مغز برای تنظیم احساسات تولید شده؛ و در دید روان‌شناسی، نشانه‌ای برای برقرار کردن رابطه‌ای مثبت با دیگران است. خنده می‌تواند دارای گیرایش باشد و خنده یک نفر باعث پیدایش خنده در دیگر انسانها شود. این می‌تواند دلیل محبوبیت استفاده از صدای خنده در نمایش‌های کمدی را توضیح دهد.
خنده از انقباض حنجره به وسیله اپیگلوت ایجاد می‌شود. مطالعه خنده و اثرات آن بر بدن را خنده‌شناسی می‌گویند.

## نقش خنده در سلامت جسمانی
محققان می‌گویند: افراد خندان به دلیل ترشح نوعی ماده شیمیایی در حال خنده، کسانی هستند که درد کمتری احساس می‌کنند.

## خنده مصنوعی و حالات چهره

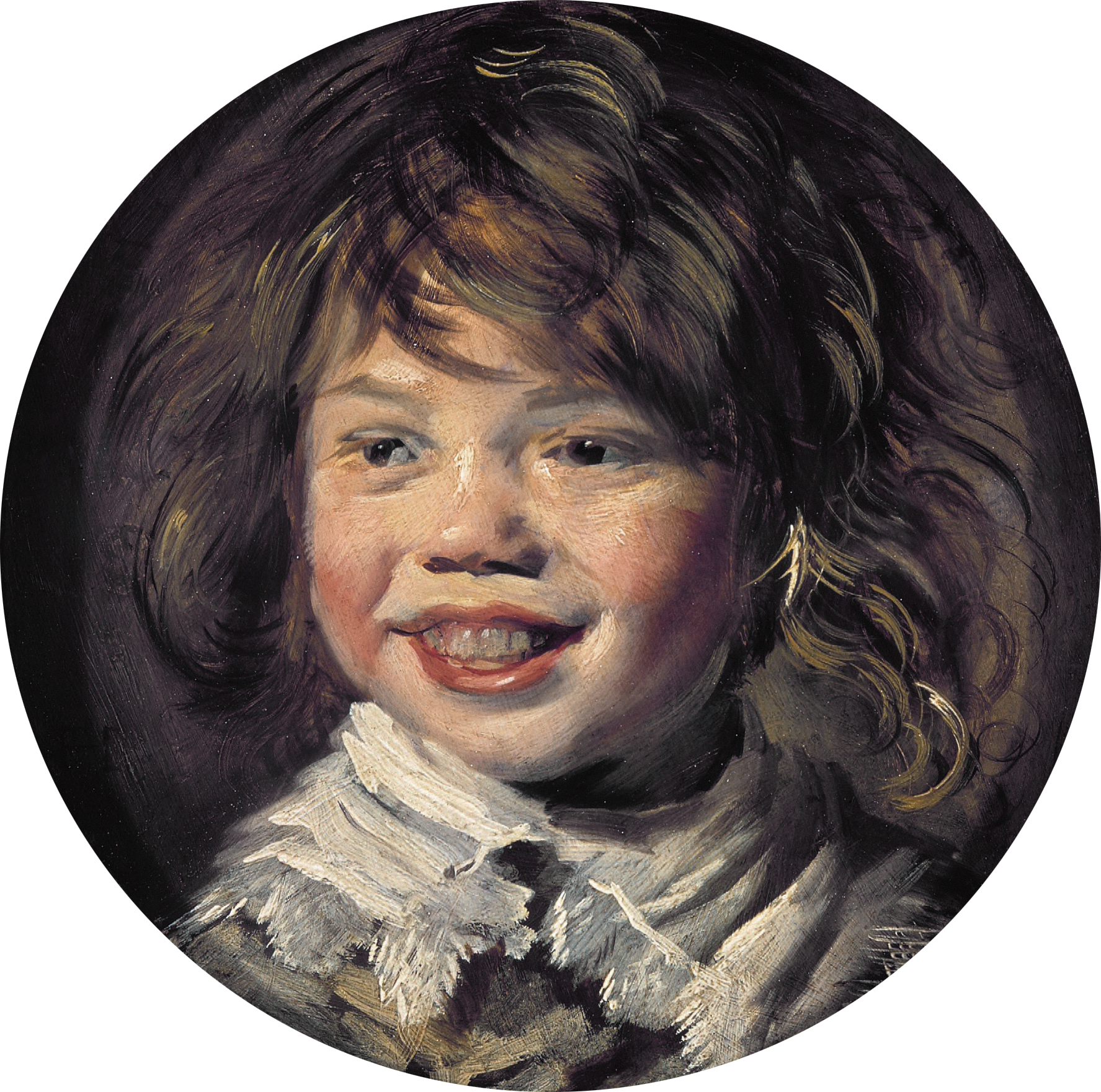
پسر خندان - فرانس هالس

پیش از همه این داروین بود که متوجه شد اگر از بروز نشانه‌های یک هیجان مثلاً حالت بغض و غم جلوگیری کنیم احساس غم و اندوه کمتری خواهیم داشت. روان‌شناس مشهور قرن نوزدهم «ویلیام جیمز» که پدر علم روان‌شناسی نامیده می‌شود به یک نظر افراطی رسید و عنوان کرد که: «اگر یک نفر هیجانی را با صورتش بروز ندهد، اصلاً حسش نخواهد کرد». در حال حاضر به ندرت روان‌شناسی را می‌توان یافت که با ایده ویلیام جیمز موافق باشد، اما شواهد چشم‌گیر جدیدی وجود دارد که به شکل‌های دیگر بخشی از نظرات وی را تأیید می‌کند، مبنی بر اینکه احساسات تنها به مغز مربوط نیستند، بلکه به‌عنوان‌مثال حالت‌های چهره نیز نقش قابل‌توجهی در شکل‌گیری و تقویت هیجان‌ها ایفا می‌کنند.
روان‌شناسان دانشگاه کاردیف در ولز دریافتند افرادی که توانایی اخم کردنشان به‌وسیلهٔ تزریق «بوتاکس» تحلیل رفته بود به‌صورت میانگین «شادتر» از افرادی هستند که قدرت اخم کردن شان مختل نشده‌است. پژوهش‌های بعدی نشان داد ناتوانی در بروزِ یک هیجان نه تنها از تأثیر روحی و درونی آن می‌کاهد بلکه توانایی تشخیص آن را نیز پایین می‌آورد. افرادی که با بوتاکس توانایی اخم کردن را از دست داده بودند جمله‌های مربوط به «ناراحتی» و «غم» را کُندتر و سخت‌تر می‌خواندند یا به عبارتی تأثیر احساسی کلمات غمگین را کمتر حس می‌کردند.
هیجان‌انگیزترین پژوهش در این رابطه مربوط به پژوهشگران دانشگاه مانهایم آلمان است که حتی شرکت کنندگان در آن انگیزهٔ اصلی پژوهش‌گران را نمی‌دانستند. به شرکت‌کننده‌ها گفته‌شده بود شما در پژوهشی شرکت می‌کنید که قرار است میزانِ دشواریِ انجام کارها بدون استفاده از «دست» را بسنجد. سه گروه شرکت‌کننده می‌بایست «مدادی» را به یکی از دو حالت زیر در طول آزمایش با دهانشان نگه می‌داشتند. به گروه نخست گفته شد مدادها را با لب خود نگه دارند که ناخواسته موجب می‌شد چهره‌شان حالت اخم و ناراحتی به خود بگیرد. گروه دوم باید مداد را با دندان نگه می‌داشت (برای این عمل Risorius یا عضلهٔ خنده به گوشه‌ها جمع می‌شود) که ناخواسته حالت چهرهٔ خندان را ایجاد می‌کند و گروه سوم که گروه کنترل بود باید مداد را با دستی نگه می‌داشت که کار کمتری از آن می‌کشید. هر سه گروه پرسش‌های پرسش‌نامه و همین‌طور میزان دشواری این عمل را نمره می‌دادند. آخرین تکلیف برای این شرکت‌کننده‌ها (که در واقع هدف اصلی پژوهش بود) نمره دادن به «میزانِ خنده‌دار بودنِ» یک کارتون کوتاه بود آن هم وقتی که که مداد را با دهان یا دندان نگه داشته بودند و طبیعتاْ چهره‌شان ناخواسته حالت غم یا شادی به خود گرفته بود. همان‌طور که انتظار می‌رفت گروهی که مداد را با دندان نگه‌داشته بود (گروه خندان) کارتون را بسیار خنده‌دارتر ارزیابی کرده بود، بدون آن‌که شرکت‌کننده‌ها کوچک‌ترین سرنخی از واقعیت ماجرا داشته باشند. چیزی که این یافته‌ها پیشنهاد می‌دهد این است که خندهٔ مصنوعی می‌تواند باعث شادی شود و حالت‌های صورت حتی اگر واقعاً منظور خاصی پشت شان نباشد می‌توانند به‌صورت معناداری خلق و خو و احساسات ما را تحت تأثیر قرار دهند.